# Leahead
Leahead (chiń. upr. 领志) – dawny chiński producent elektrycznych samochodów osobowych, z siedzibą w Kantonie, działający w latach 2014–2018. Należał do chińsko-japońskiego joint venture między koncernami GAC Group i Toyota.

## Historia
W 2013 roku chińsko-japońskie joint venture GAC Toyota ogłosiło plan wprowadzenia na wewnętrzny, chiński rynek nowej marki samochodów elektrycznych Leahead. Jej zapowiedzią był prototyp crossovera Ranz Concept zaprezentowany podczas Shanghai Auto Show. Następnym studium Leahead był z kolei miejski hatchback i1 EV Concept przedstawiony w kwietniu 2015 roku na Beijing Auto Show, bliższy formą wobec przyszłego pierwszego seryjnego modelu.
Seryjny wariant Leahead i1 został przedstawiony w listopadzie 2015, powstając jako bliźniacza konstrukcja wobec drugiej generacji Toyoty Yaris produkowanej przez GAC Toyota na lokalnym rynku chińskim w latach 2008–2013. Samochód pozostał jedyną konstrukcją oferowaną pod marką Leahead i nie trafił do seryjnej produkcji poza próbnym egzemplarzem. Firma zachowała marginalną pozycję w sojuszu na rzecz skoncentorwania się przez GAC Toyota na oferowaniu od 2018 roku wspólnie konstruowanych samochodów elektrycznych w ramach lokalnego portfolio japońskiej firmy.

## Modele samochodów

### Historyczne
- i1 (2015)

### Studyjne
- Leahead Ranz Concept (2014)
- Leahead i1 EV Concept (2015)